# Anton Sawatzki
Anton Stephan Sawatzki (* 23. Dezember 1873 in Pollitz (Landkreis Schlochau); † 12. Oktober 1934 in Danzig) war Generalvikar im Bistum Danzig und führender Politiker der Zentrumspartei in Westpreußen und der Freien Stadt Danzig.

## Werk als Geistlicher
Anton Sawatzki, der katholischer Konfession war, war ein Sohn des Gutsbesitzers Franz Sawatzki. Er besuchte das Gymnasium in Konitz und legte dort 1895 das Abitur ab. Danach studierte er am Priesterseminar in Pelplin Philosophie und Theologie. Am 1. April 1899 wurde er zum Priester geweiht und arbeitete danach als Vikar in Flatow und Dirschau. Am 19. März 1901 wurde er Pfarrverweser in Pollnitz.
Am 2. Juli 1906 wurde er als Pfarrer in die zweitgrößte Danziger Stadtpfarrei St. Joseph berufen. Er wurde zugleich Bezirkspräses des katholischen Arbeitervereins. Im Oktober 1907 beteiligte er sich an der Gründung des Vereins katholischer kaufmännischer Gehilfinnen und weiblichen Angestellten. Er baute ein Netz katholischer Kindergärten in der Stadt auf und wurde 1920 Dekan des Kulmer Dekanats Danzig 1.

## Politische Arbeit
Anton Sawatzki war Mitglied des Zentrums und war 1908 bis 1918 Vorsitzender der Zentrumspartei in der Provinz Westpreußen. 1919 wurde er Abgeordneter der verfassunggebenden preußischen Landesversammlung. Anschließend gehörte er dem Preußischen Landtag an.
Die Abtrennung Danzigs vom Deutschen Reich gegen den Willen der Bevölkerung als „Freie Stadt Danzig“ ohne Abstimmung führte zu seinem Ausscheiden aus dem preußischen Landtag. Stattdessen wurde er 1920 Mitglied des Staatsrates, danach in die verfassungsgebende Versammlung Danzigs gewählt und setzte sich dort führend und erfolgreich für die Umsetzung der Forderungen des Zentrums (Konfessionsschulen, keine Trennung von Staat und Kirche, Religionsunterricht, Kirchensteuer) in der Verfassung der Freien Stadt Danzig ein. Anschließend gehörte er dem Volkstag an, der ihn als ehrenamtlichen Senator in den Senat der Freien Stadt wählte. Er gehörte dem Senat von 1920 bis September 1933 an und war damit der einzige Senator, der allen Senaten der demokratischen Zeit angehörte. Am 21. September 1933 legte er sein Mandat nieder.
Als Aufsichtsratsvorsitzender der Hansa-Bank wirkte er 1921 bis 1927 und verantwortete den Aufstieg der Bank – genauso wie ihr Scheitern.